# Basananthe gossweileri
Basananthe gossweileri là một loài thực vật có hoa trong họ Lạc tiên. Loài này được (Hutch. & K.Pearce) J.J.de Wilde mô tả khoa học đầu tiên năm 1973.